# Галас Роман Євгенович
Рома́н Євге́нович Галас (нар. 1 грудня 1975 — 8 серпня 2015) — старший лейтенант Збройних сил України, учасник російсько-української війни.

## Життєпис
Народився 1975 року в місті Сокаль Львівської області. Закінчив школу із золотою медаллю та географічний факультет Львівського університету імені Івана Франка. Одружився, переїхав до Млинова; працював на заводі в Луцьку.
Був мобілізований у лютому 2015 року як старший лейтенант і командир взводу 16-го окремого мотопіхотного батальйону. Перед відрядженням на фронт повінчався із дружиною.
8 серпня 2015-го загинув від вибуху гранати в бліндажі поблизу смт Зайцевого Донецької області. У той день не пропустив до Зайцевого вантажний автомобіль з крупами й борошном, який їхав на окуповану територію під супроводом двох співробітників СБУ. Роман і бійці взводу наполягли на огляді машини, виявивши в мішках 48 мільйонів гривень.
Після прощання у Млинові Романа було поховано на новому кладовищі міста Сокаль. Лишилися мама, дружина Ірина та донька Майя 2001 р.н.
Офіційною версією смерті назвали самогубство за допомогою гранати, але колеги та сім'я вважають його загибель вбивством, оскільки Роман напередодні мав конфлікт з високопоставленими офіцерами спецслужб, отримував погрози через принципову позицію у боротьбі з контрабандою.
Вдові довелося рік доводити, що чоловік не був самовбивцею, оскільки в разі самопідриву його руки були б поранені уламками, однак цього не було. Граната, на якій нібито він підірвався, належала іншій військовій частині, тоді як Романові гранати знайшли біля нього цілими. Через рік судових розслідувань причину смерті Романа Галаса офіційно змінили — «вибухова травма грудної клітки з розтрощенням тулуба та ушкодженням живота».

## Вшанування
- Почесний громадянин Млинівського району (посмертно)[5]
- Відзнака «За оборону рідної держави» (посмертно)
- Хрест УАПЦ «За заслуги» І ступеня (квітень 2017, посмертно)
- Рішенням 11ї сесії 7-го скликання Млинівської селишної ради (№ 409 від 22 грудня 2016 року) провулок Терешкової названо ім'ям Романа Галаса[6][7]
- 2017 року в Сокальському ліцеї № 1 імені Олега Романіва відкрито та освячено меморіальну дошку в пам'ять про Романа Галаса[8]
- Його портрет розміщений на меморіалі «Стіна пам'яті полеглих за Україну» у Києві: секція 7, ряд 9, місце 18
- Почесний громадянин Сокаля (посмертно)[9]
- Почесний громадянин Сокальської міської територіальної громади (2024; посмертно)[10]